# GARDEN (ACID ANDROIDのアルバム)
『GARDEN』（ガーデン）は、日本のロックバンド・L'Arc〜en〜Ciel、geek sleep sheepのドラマー、yukihiroのソロプロジェクトであるACID ANDROIDの4作目のアルバム。『2017 MIX』を2017年11月24日配信発売、『2018 MIX』を2018年4月4日にフィジカル発売。発売元はMAVERICK内の自主レーベル、track on drugs records。

## 解説
前作『code』以来約7年1ヶ月ぶりとなるアルバム。前作がミニアルバムであったため、フルアルバムとしては2010年7月に発表した『13:day:dream』以来約7年4ヶ月ぶり、4作目のリリースとなった。
なお、本作は、2017年7月1日にアーティスト名義の表記を小文字のacid androidから、大文字表記のACID ANDROIDに変更してからリリースされた、初のアルバムになっている。
また、本作には2014年に予約開始した公式アートブックの第二弾「collection #2」の購入者を対象に限定配信された楽曲「the end of sequence code」と、2017年10月にデジタルシングルとしてリリースされた「roses」「ashes」の3曲をリアレンジしたバージョンを含む、全9曲が収録されている。

### 音楽性
本作の音楽性は、プロジェクト開始初期から前作『code』まで下敷きとしていたインダストリアルな側面が影を潜め、yukihiroが幼い頃から好んで聴いてきた1980年代のニュー・ウェイヴ、シンセポップ、エレクトロ・ポップからの影響が色濃く反映されている。本作の印象について、yukihiroは「エレポップというより、ニュー・ウェーヴって言われたほうがしっくり来るかな。ジャパンやデュラン・デュランとか、中学高校の頃に聴いていたヒットチャートの音楽。そこにあったニューウェーヴ感というか。まだエレポップって言葉も知らない頃に感じたものが、土台になってる。その印象が強いかな」と述べている。また、自身が敬愛するニュー・ウェイヴ・バンド、デペッシュ・モードをあげたうえで、yukihiroは「デペッシュはずっと好きですし、今までの作品にも反映されてると思うんですけど…あの時代は新しくて尖ってるものはみんなニュー・ウェイヴと言われていたじゃないですか。その感覚みたいなものを改めて追求してみようと思ったんです」と本作発売当時のインタビューで語っている。
また、yukihiroは、音楽評論家の小野島大、THE NOVEMBERSの小林祐介と高松浩史、そして土屋昌巳（KA.F.KA、ex.一風堂）を交えた座談会の中で、これまでの作品から大きく音楽性を変えた理由について「（インダストリアルは）やり尽くしたとまでは言えないですけど、自分のなかでやりたいと思っていたことはやったかな」と語っている。さらにyukihiroは、本作発売当時に「（インダストリアルは）今でも好きだし、もしかしたらまたそういう方向性のものを作るかもしれないですけど、今回はそこから1回離れてみようかな、と思ったんですよ」と述べている。なお、前作『code』のあたりから、歪んだギター・リフが入っていない楽曲を多く手掛けるようになっており、徐々に音楽性の移り変わりがあったことが、過去の音源からもうかがうことができる。yukihiroは、前作を発表したタイミングで受けた音楽雑誌『音楽と人』2010年11月号のインタビューにおいて「そういう（ギターの主張が前面に出ていない）曲だと、今のところライヴで出来ない曲になっちゃうんですよ。それこそTK（凛として時雨）に参加してもらった曲（＝前作『code』収録曲「mode inversion」）も、TKのアコギ以外はギター入ってないんですよね。その曲をライヴでやるにはどうすればいいんだろう、って。そういう曲作りたいと思ってたから、作ってるんだろうし。でも、激しいリフものの曲も捨てるわけでもない。だからバリエーションが増えてきそうな気がする」とコメントしていた。その後、ACID ANDROIDは音楽性の変化を踏まえ、2012年頃からライヴのサポートメンバーを一新し、ギタリストとして小林祐介（THE NOVEMBERS、THE SPELLBOUND）やKENT（Lillies and Remains）、ドラマーとして山口大吾（People In The Box）らを流動的に据えた新体制で公演を行うようになっている。

### 録音作業
本作の制作では、久々にyukihiroが生のドラムを一切叩いておらず、音源にはリズムマシンのRoland TR-808とTR-909の実機で鳴らしたリズムがメインで使用されている。なお、音は実機からのサンプリングではなく、Pro ToolsからMIDIで実機を鳴らし録っているという。また、ACID ANDROIDの制作で必須となっているハードのアナログ・シンセサイザーは、今回、MOOG Minimoog VoyagerやNord rack 3、Roland TB-03などが使用されており、サウンドはダークウェイヴを背景に、テクノやエレクトロ・ポップに昇華させた音で仕上げられている。一方で、音数を絞り空間を活かしたシンプルな音作りと、端正なバランス感覚に富んだサウンド・プロダクションは前作までと変わりなく、音楽性が変われど本作においてもyukihiroの個性を感じ取ることのできる仕上がりになっている。なお、yukihiroは音数について「よくそう言われるんです。音数を絞ってるって。でも僕は"けっこう音数を入れたなあ"と思ってるんです。でも人にはそう聞こえてるんだったら、ちゃんと整合性がとれてるのかなと（笑）。もちろん必要なフレーズを必要な音色で必要な分だけ鳴らしてるつもりなんですけど……音色を作るのにめちゃくちゃ時間をかけるんですよ。それで自分で勘違いしてるのかもしれないですね。時間かかってるから、たくさん音を入れたに違いないって（笑）」と本作発売当時に述べている。また、今回のミックス作業は、2003年発表の『faults』以来、久々にyukihiroが単独で行っている。今回ミックスを自身が単独で行うことにした経緯について、yukihiroは「シンセを触って曲作りをしていくうちに、"この音をミックスでどう解釈するか"という部分を考えたら、人任せでは完成しないだろうなと思って、2017年の初めぐらいに自分でミックスすることを考え始めました」と述べている。
さらに今回のレコーディングでは、2012年に開催したライヴツアー「acid android live 2012」からサポートギタリストとして参加していた、小林祐介（THE NOVEMBERS、THE SPELLBOUND）が全ての楽曲のギター録りを行っている。yukihiroは本作発売当時に受けたインタビューの中で、小林にギターを弾いてもらうことにした経緯について「音楽的な知識を信頼してるんですよね。あとは感性かな。彼は研究熱心で、いろんな音楽を聴いてるし、それを自分のものにするのも上手だと思ってるので。ギターフレーズはほとんど僕が考えてるんですけど、彼のギタープレイが、ACID ANDROIDの曲にどんな変化を与えるか、は楽しみだったりするんですよ。だから今回は、彼に全曲ギターをお願いしました」と述べている。

### 楽曲について
本作に収録された楽曲の多くは、本作発売の約5〜6年前から制作が進められていたという。なお、本作の3曲目に収録された「dress」のデモ音源は、配信リリース開始の約3年前となる2014年7月1日に、"acid android voice memo"と題し、公式YouTubeアーティストチャンネルにアップロードしたショートムービー内で公開されている（デモ音源リンク）。また、前述のデジタルシングル「roses」（デモ音源リンク）、「ashes」（デモ音源リンク）の2曲も、「dress」と同様に、3年前の時点でYouTube上にデモ音源が公開されている。さらに本作収録曲の多くは、2013年に行ったライヴ「acid android live 2013」以降に開催した公演で、制作途中の段階でありながら、曲名が付いていない状態で頻繁に演奏されていた。前述の2013年に行ったライヴは、4月20日のLIQUIDROOM公演と、12月13日のSTUDIO COAST公演の2ステージのみだったが、いずれの公演でも本作の収録曲が"新曲"として披露されている（4月20日公演では1曲、12月13日公演では4曲が新曲として披露されている）。ちなみに、2013年12月13日に開催したSTUDIO COAST公演で披露された「the end of sequence code」のライヴ映像の一部（1分13秒）は、2014年5月7日にYouTube上で公開されている。
また、本作に収録された楽曲の歌詞は、これまでにACID ANDROIDが発表した音源と比べ、英語詞の割合が少なく、ほぼ全てが日本語詞で手掛けられている。今回日本語詞を増やした経緯について、yukihiroは「拘ってはいないですね。今回は日本語詞でいこうかな、って気分だっただけです」と述べている。ちなみに、yukihiro曰く、アルバムのテーマのひとつとして「バベル」というキーワードがあったという。yukihiroは本作発売当時に受けた音楽雑誌のインタビューの中で、バベルというテーマに関して「全曲じゃないですけど、数曲、自分の中でバベルをモチーフにしてた」「（バベルのイメージは）ブリューゲルの『バベルの塔』です。あと（漫画の）『バビル2世』かな（笑）。今年、展覧会やってるって聞いて、結局行かなかったんだけど。あの絵には惹きつけられますね」「（ブリューゲルのバベルの塔で惹かれる点は）描き込みのすごさかな。話も人が天を目指して高い塔を建てていったら、神々が怒って罰を下すっていう神話は、いつの時代にもあてはまるもんだな、と思って。普段の考え方とかにも。（中略）何にしてもそうですけど、どんなにテクノロジーが進歩しても、良かれ悪かれそういうところは変わらないよな、って」と述べている。

### リリース形態

#### 2017MIX
本作の2017年版のミックスバージョン『2017MIX』は、フィジカル発売前の2017年11月14日に、各種音楽配信サイトでダウンロード・ストリーミング配信が開始されている。
『2017MIX』には、アルバム配信リリース前に発表された「the end of sequence code」「roses」「ashes」の3曲のリミックスバージョン「the end of sequence code - ver2」「roses - ver2」「ashes - ver2」を含む全9曲が収録されている。
ちなみに『2017MIX』のデジタルリリースに向けたプロモーションとして、2017年10月27日に渋谷WWW-Xで実施されたワンマンライヴ「ACID ANDROID LIVE 2017」(#2)の終演後、アルバム『GARDEN』の先行試聴会が開催された。また、『2017MIX』を発表するにあたり、オフィシャルサイト内に設けられた特設サイトにおいて、音楽評論家の小野島大によるyukihiroへのインタビュー記事が公開されている。

#### 2018MIX
本作の2018年版のミックスバージョン『2018MIX』は、2017年版を配信開始してから約4ヶ月後となる2018年4月4日に、フィジカルでリリースされている。なお、『2018MIX』はフィジカル発売と同日に、各種音楽配信サイトにおいてダウンロード・ストリーミング配信も開始されている。
『2018MIX』には、『2017MIX』に収録されていた楽曲を再度ミックスしたバージョン9曲が収められている。なお、「the end of sequence code」「roses」「ashes」の3曲に関しては、今回が3度目のミックスになったことを踏まえ、「the end of sequence code - ver3」「roses - ver3」「ashes - ver3」として収録されている。
yukihiroは2018年に受けたインタビューで、フィジカルリリースにあたり再度ミックスをやり直した理由について「配信用のミックスは、リズムに焦点が当たりすぎていた点がちょっと気になっていたんです。どの作品でも作り終わった後に"こうしておけば良かった"という気持ちは芽生えるため、今まではそれを次の作品に反映していくというやり方だったんですが、今回は配信からCDリリースまでちょっと時間があったので少し触ってみようかなと」と述べており、2017年版の発表後、約2ヶ月半ほどリミックス作業をしていたという。ちなみに『2018 MIX』における『2017 MIX』からの変更点としては、特にスネアの音色で顕著に表れており、yukihiro曰く、楽曲ごとにリズムマシンで鳴らす音色を変更するため、Roland TR-808とTR-909を駆使し、曲に合わせたサウンドを制作し直したという。他には、曲によってはリバーブやディレイを追加していること、ストリングス系のソフト音源をモノラルで再録音していることなどが、2017年版からの変更点としてあげられる。
なお、本作は、前作から引き続き、自主レーベル、track on drugs recordsよりリリースされている（規格品番はPOCS-9176/7、POCS-1670）。そして、ユニバーサルミュージックをディストリビューターとし発売されている。また、『2018 MIX』のフィジカルは初回限定盤（2CD）、通常盤（CD）の2形態で発売されている。初回限定盤には、2017年に発表されたバージョン『2017 MIX』を収めたボーナスディスクが付属されている。ちなみにフィジカルのアートワークは、佐藤嘉高（White Out Graphics）が担当している。

## 批評
- 音楽ライターのpikuminはインディー・ロックを中心に掲載する音楽メディア、『BELONG Media』のレビュー記事で、「『code』ではメタリックなサウンドにディープなエレクトロサウンドを駆使して、ダンスミュージックやテクノを基調としたダンサブルなナンバーや、ナイン・インチ・ネイルズを彷彿とさせるようなインダストリアルロックに密接したアグレッシヴなナンバーを集め、作品を通してパワフルな印象がとても強かった。ACID ANDROIDの首謀者であるyukihiroのボーカルも色とりどりでロックバンドさながらエネルギッシュに歌い上げるものもあれば、まとわりつくような甘ったるい歌い方まで見せていた。一方、今作ではよりシーケンス主体となっており、前作で織り交ぜていたバンドサウンド感は息を潜めている。そしてyukihiroの歌声にも劇的な差はなく、穏やかかつ冷静なボーカルで統一されている。しかし、ダークウェイブを背景に、テクノやエレクトロポップに昇華させたサウンドは心地よく、血液の循環に溶け込んだように自然と体内へやってくる。まるで浸食されるように、闇の美しさに虜になってしまいそうな感覚。そして、その楽曲たちの上で、この一見単調とも取れる落ち着きある歌声が、一つの線となってくっきりと浮かび上がる[12]」と本作の印象を綴っている。また、pikuminは今回のアルバムに収録された音源について、「モノクロームの庭園で、あいまいを許さないとばかりにそれぞれの曲たちははっきりと独自の色を放つ。「echo」「roses」のような甘美に歪むダークエレクトロミュージックや、「the end of sequence code」や「gardens of babylon」といったソリッドな音色が強めのアップテンポなナンバーに至るまで、一風堂を彷彿とさせるような一貫された艶やかさが存在する。そして、各楽曲とも一定のテンポが終始続く中で、終わりに向けてひとつの作品が繊細に構築されていくように、様々な音が足されていく。パーカッションが折り重なっていき、時には甘く、時には尖るノイジーなギターサウンドが決め手を担ってゆく[12]」と批評している。- BELONG Media『ACID ANDROIDことyukihiroの魂を宿し、洗練された美と闇が咲き誇る『GARDEN』』（2018年4月6日）
- 音楽ライターの澤田大輔はタワーレコードが立ち上げた音楽レビューサイト、『Mikiki』のレビューにて、「7年ぶりのフル・アルバムはトラックメイクからミックスまでを自身で担い、全編を通じてニューウェイヴ期のエレポップにフォーカスした作品[20]」と本作を表現している。また、澤田はアルバムの印象について「初期のデペッシュ・モードやヤズー周辺を彷彿とさせるシンプルな電子音で構築した楽曲ばかりで、冒頭の「echo」や「roses」のイタロ・ディスコばりのビートは現行のテクノ好きも反応するはず。そのモダンな音像に耽美な歌を注ぎ、揺るぎないyukihiroの世界を現出させている[20]」と批評している。- Mikiki『acid android 『GARDEN』 初期デペッシュやヤズー周辺を彷彿、ニューウェイヴ期のエレポップに挑んだ新作』（2018年5月7日）

## 収録曲
| #  | タイトル                            | 作詞     | 作曲     | 時間 |
| -- | ----------------------------------- | -------- | -------- | ---- |
| 1. | 「echo」                            | yukihiro | yukihiro | 4:33 |
| 2. | 「roses - ver2」                    | yukihiro | yukihiro | 4:56 |
| 3. | 「dress」                           | yukihiro | yukihiro | 4:57 |
| 4. | 「the end of sequence code - ver2」 | yukihiro | yukihiro | 5:40 |
| 5. | 「gardens of babylon」              | yukihiro | yukihiro | 4:34 |
| 6. | 「division of time」                | yukihiro | yukihiro | 5:27 |
| 7. | 「precipitation」                   | yukihiro | yukihiro | 4:59 |
| 8. | 「gravity wall」                    | yukihiro | yukihiro | 6:27 |
| 9. | 「ashes - ver2」                    | yukihiro | yukihiro | 6:32 |

| #  | タイトル                            | 作詞     | 作曲     | 時間 |
| -- | ----------------------------------- | -------- | -------- | ---- |
| 1. | 「echo - ver2」                     | yukihiro | yukihiro | 4:33 |
| 2. | 「roses - ver3」                    | yukihiro | yukihiro | 4:58 |
| 3. | 「dress - ver2」                    | yukihiro | yukihiro | 5:02 |
| 4. | 「the end of sequence code - ver3」 | yukihiro | yukihiro | 5:40 |
| 5. | 「gardens of babylon - ver2」       | yukihiro | yukihiro | 4:34 |
| 6. | 「division of time - ver2」         | yukihiro | yukihiro | 5:32 |
| 7. | 「precipitation - ver2」            | yukihiro | yukihiro | 5:00 |
| 8. | 「gravity wall - ver2」             | yukihiro | yukihiro | 6:28 |
| 9. | 「ashes - ver3」                    | yukihiro | yukihiro | 6:36 |

## 配信限定楽曲
the end of sequence code （ジ・エンド・オブ・シークエンス・コード）
2014年に予約を開始した公式アートブック「collection #2」（予約期間：2014年11月24日～2015年1月5日）に付属するシリアルコードを通じて発表された配信限定楽曲。ちなみに新譜のリリースは、2011年発売のボックス・セット『alcove / #1』以来約3年ぶりのことで、リミックスやデモを除く新規音源としては2010年発表の2ndミニアルバム『code』以来約4年ぶりとなる作品となっている。
この曲は、直線的なビート感覚と、思わず身体が反応するグルーヴ感を両立させたシンセビートから始まり、そこから重厚なディストーションバッキングと疾走感溢れるナチュラルハードでエッジなギター・リフが重なっていく構成となっている。また、yukihiroがこれまでのacid androidの楽曲制作で指向してきた、極めて肉体性の強いエレクトロニック・ボディ・ミュージックのテイストに加え、ループやコラージュを駆使したニューウェイヴ的解釈が見受けられる仕上がりになっている。なお、この曲は2013年8月30日に、CLUB CITTA'川崎においてacid androidの企画で行われたDJ&ライヴイベント「acid android in an alcove vol.6」で初披露されている。
また、この曲のレコーディングには、2012年よりacid androidのライヴでサポートギタリストを務めている、KENT（Lillies and Remains）がギターで参加している。
ちなみに4thアルバム『GARDEN』の2017年ミックス版には、再度ミックスした「the end of sequence code - ver2」が収録されている。また、翌2018年に発表した同アルバムのフィジカルには、2018年ミックス版として「the end of sequence code - ver3」が収録されている。なお、アルバムに収録された"ver2"および"ver3"は、オリジナル・バージョンから歌詞が変更されている他、KENTではなく小林祐介（THE NOVEMBERS、THE SPELLBOUND）がギター録りを担当している。
roses （ローゼズ）
配信楽曲「the end of sequence code」以来となる配信楽曲。
2017年10月20日から「roses / ashes」と題し、下記の「ashes」とともに各種音楽配信サイトにて配信が開始された楽曲。
この曲は、yukihiroが幼い頃から好んで聴いてきた、1980年代のシンセ・ポップやエレクトロ・ポップを、ACID ANDROID流に昇華したメロディアスな作品に仕上げられている。なお、この曲は、2014年2月18日に公式YouTubeアーティストチャンネルにアップロードしたショートムービーで流されていたデモ音源がもとになっている（映像リンク）。
また、この曲のレコーディングには、2012年よりacid androidのライヴでサポートギタリストを務めている、小林祐介（THE NOVEMBERS、THE SPELLBOUND）がギターで参加している。
なお、デジタルリリースに合わせ、配信開始日にこの曲のミュージック・ビデオのショートバージョンが、公式YouTubeアーティストチャンネルで公開されている（フルサイズバージョンは、2017年10月31日より無料公開開始）。
ちなみに4thアルバム『GARDEN』の2017年ミックス版には、再度ミックスした「roses - ver2」が収録されている。また、翌2018年に発表した同アルバムのフィジカルには、2018年ミックス版として「roses - ver3」が収録されている。なお、アルバムに収録された"ver2"および"ver3"のレコーディングでも、小林祐介（THE NOVEMBERS、THE SPELLBOUND）がギターを担当している。
ashes （アッシィズ）
配信楽曲「the end of sequence code」以来となる配信楽曲。
2017年10月20日から「roses / ashes」と題し、上記の「roses」とともに各種音楽配信サイトにて配信が開始された楽曲。
この曲は、yukihiroが幼い頃から好んで聴いてきた、1980年代のシンセ・ポップやエレクトロ・ポップを、ACID ANDROID流に昇華したメロディアスな作品に仕上げられている。なお、この曲は、2014年5月26日に"acid android voice memo"と題し、公式YouTubeアーティストチャンネルにアップロードしたショートムービーで流されていたデモ音源がもとになっている（映像リンク）。
また、この曲のレコーディングには、2012年よりacid androidのライヴでサポートギタリストを務めている、小林祐介（THE NOVEMBERS、THE SPELLBOUND）がギターで参加している。
ちなみに4thアルバム『GARDEN』の2017年ミックス版には、再度ミックスした「ashes - ver2」が収録されている。また、翌2018年に発表した同アルバムのフィジカルには、2018年ミックス版として「ashes - ver3」が収録されている。なお、アルバムに収録された"ver2"および"ver3"のレコーディングでも、小林祐介（THE NOVEMBERS、THE SPELLBOUND）がギターを担当している。

## クレジット
- yukihiro：all song writing, performing and producing
- [additional musician]
  - yusuke kobayashi (THE NOVEMBERS)：guitar on all songs / by the courtesy of MERZ
- [recording engineers]
  - recording engineers：takashi inoue / maneki records(guitar tracks & vocal tracks), yukihiro
  - mixing：yukihiro
  - mastering：yuka koizumi
- [Artwork etc]
  - art direction & design：yoshitaka sato / White Out Graphics
  - photo：takayuki okada
  - hair & makeup(yukihiro)：hisako araki / octbre.
  - model：izuki
  - sales coordination：tetsuo hirano / universal music
  - artwork coordination：hitomi miyamoto / universal music
  - promotion：kazuhiro mukai, akihiro morikawa, mariko tanabe, takafumi ogihara / HEADZ
  - artist management：masumi shibata
  - management assistant：takami hirano
  - management staff：nobuyuki akani, kenji shigemura
  - recording staff：shigeru imai
  - project advisers：nobuyuki nakanishi, yoshihiko momose
  - executive producer：masahiro oishi
  - all staff of marverick
  - special thanks to：tomoya hiruma, daigo yamaguchi, KAZUYA, KENT, masafumi edohara, pearl